# Дансько-нідерландські відносини
Дансько-нідерландські відносини — двосторонні відносини між Данією та Нідерландами. У Данії є посольство в Гаазі, у Нідерландів — в Копенгагені. Обидві країни є повноправними членами НАТО та Європейського Союзу. Принцеса Беатрікс — дама ордена Слона з 29 жовтня 1975 року. 31 січня 1998 року король Нідерландів Віллем-Александр також отримав орден Слона.
Дипломатичні відносини були встановлені 31 березня 1605 року 

## Історія

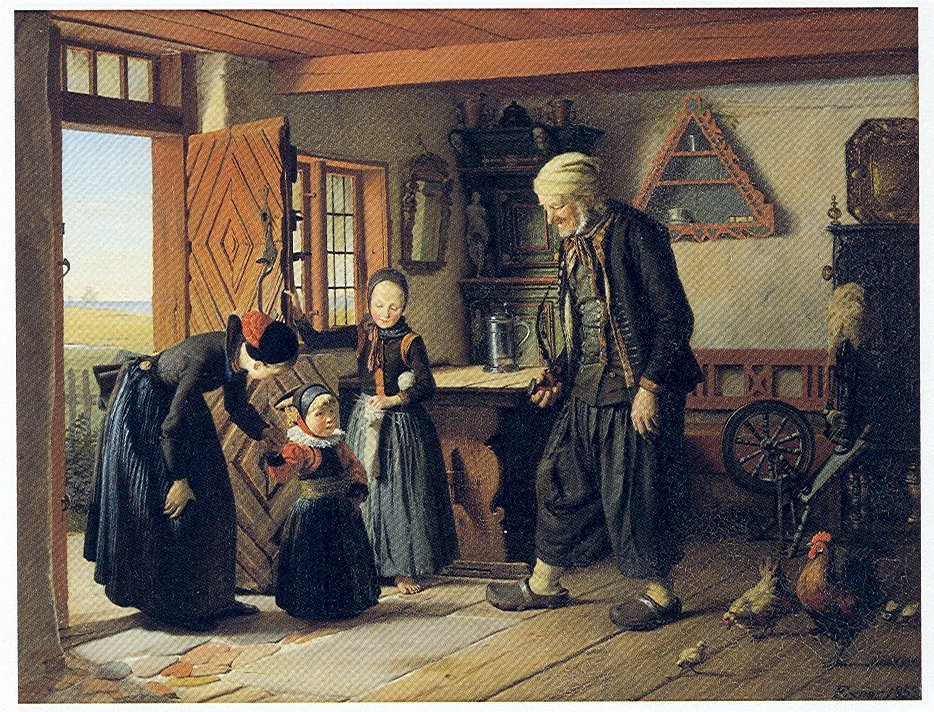
Картина Юліуса Екснера 1853 року, що зображує сім’ю голландського походження в Амагері.

У 1521 році король Данії Крістіан II запросив 184 голландських фермерів оселитися на острові Амагер в обмін на постачання Копенгагенського палацу овочами. Голландські іммігранти були звільнені від данських податків і отримали такі привілеї, наприклад, як дозвіл полювати на більшість диких тварин і мати власну судову систему до 1823 року. Кілька імен у цьому районі та деякі прізвища в Данії видають голландський вплив.
Перші дипломатичні відносини між Данією та Нідерландами були встановлені 31 березня 1605 року, коли Ісаак Пітерсзун ван Амстердан був призначений «комісаром протоки», щоб забезпечити повернення голландських торговельних кораблів до Нідерландів. За 20 років до цього, у 1584 році, Бартоломей Буйс був призначений «агентом Голландії».

### Війна проти Нідерландів 1542–1543 рр.
У 1542 році почалася війна між Францією та Священною Римською імперією. Імператор Священної Римської імперії Карл V підтримав Фрідріха II, курфюрста Пфальца для данської корони, а Данія брала участь у війні на боці Франції. Через рік Данія оголосила війну Нідерландам, які на той час були під правлінням Карла. 23 травня 1544 року між Данією та Священною Римською імперією було підписано договір Шпеєра.

### Війна Торстенсона
Війна Торстенсона — короткий період конфлікту між Швецією та Данією-Норвегією, який відбувався у 1643–1645 роках під час заходу Тридцятилітньої війни. Голландська імперія була союзником Швеції.
Коли війна Торстенсона закінчилася в 1645 році, Данія та Голландська імперія підписали договір, який зробив Данію та Нідерланди союзниками.

### Друга Північна війна
У 1657 році, під час Другої Північної війни, Данія розпочала війну помсти проти Швеції, яка обернулася повним лихом. Війна стала катастрофою з двох причин: насамперед через те, що новий могутній союзник Данії, Нідерланди, залишався нейтральним, оскільки Данія була агресором, а Швеція – захисником. По-друге, "пояси" замерзли в рідкісних випадках взимку 1657–1658 рр., що дозволило Карлу X Густаву Швеції повести свої армії через лід, щоб вторгнутися в Зеландію . У Договорі про Роскілле, Данія-Норвегія капітулювала і в паніці віддала все Східній Данії на додаток до графств Богуслен і Тренделаг в Норвегії. Гольштейн-Готторп також був пов'язаний зі Швецією, забезпечуючи ворота для майбутніх вторгнень з півдня. Але Друга Північна війна ще не закінчилася. Через три місяці після підписання мирного договору шведський король Карл X Густав провів військову раду, на якій вирішив просто стерти Данію з карти та об’єднати всю Скандинавію під своєю владою. Шведська армія знову прибула під Копенгаген. Проте цього разу данці не панікували і не здалися, натомість вирішили битися і приготувалися захищати Копенгаген. Фрідріх III з Данії залишився в своїй столиці і тепер закликав громадян Копенгагена чинити опір шведам, кажучи, що він помре у своєму гнізді. Крім того, це неспровоковане оголошення війни Швецією нарешті спричинило союз Данії та Норвегії з Нідерландами. Потужний голландський флот був відправлений до Копенгагена з життєво важливими припасами та підкріпленням, що врятувало місто від захоплення під час шведської атаки. Крім того, Бранденбург-Пруссія, Річ Посполита і Габсбурзька монархія зібрали великі сили для допомоги Данії-Норвегії, і бої тривали до 1659 року. Карл X Густав Швеції раптово помер від хвороби на початку 1660 року, плануючи вторгнення в Норвегію. Після його смерті, Швеція уклала мир в Договорі Копенгагена, повертаючи тільки Треннелаг в Норвегію і Борнхольм в Данію, але зберігаються як Богуслен і Терра Сканія, в основному тому, що Нідерланди і інші європейські держави не хотіли обидві сторони протоку, знову контрольованих данським королем. Таким чином встановлюються кордони між Норвегією, Данією та Швецією, які існують і сьогодні.

### Друга англо-голландська війна

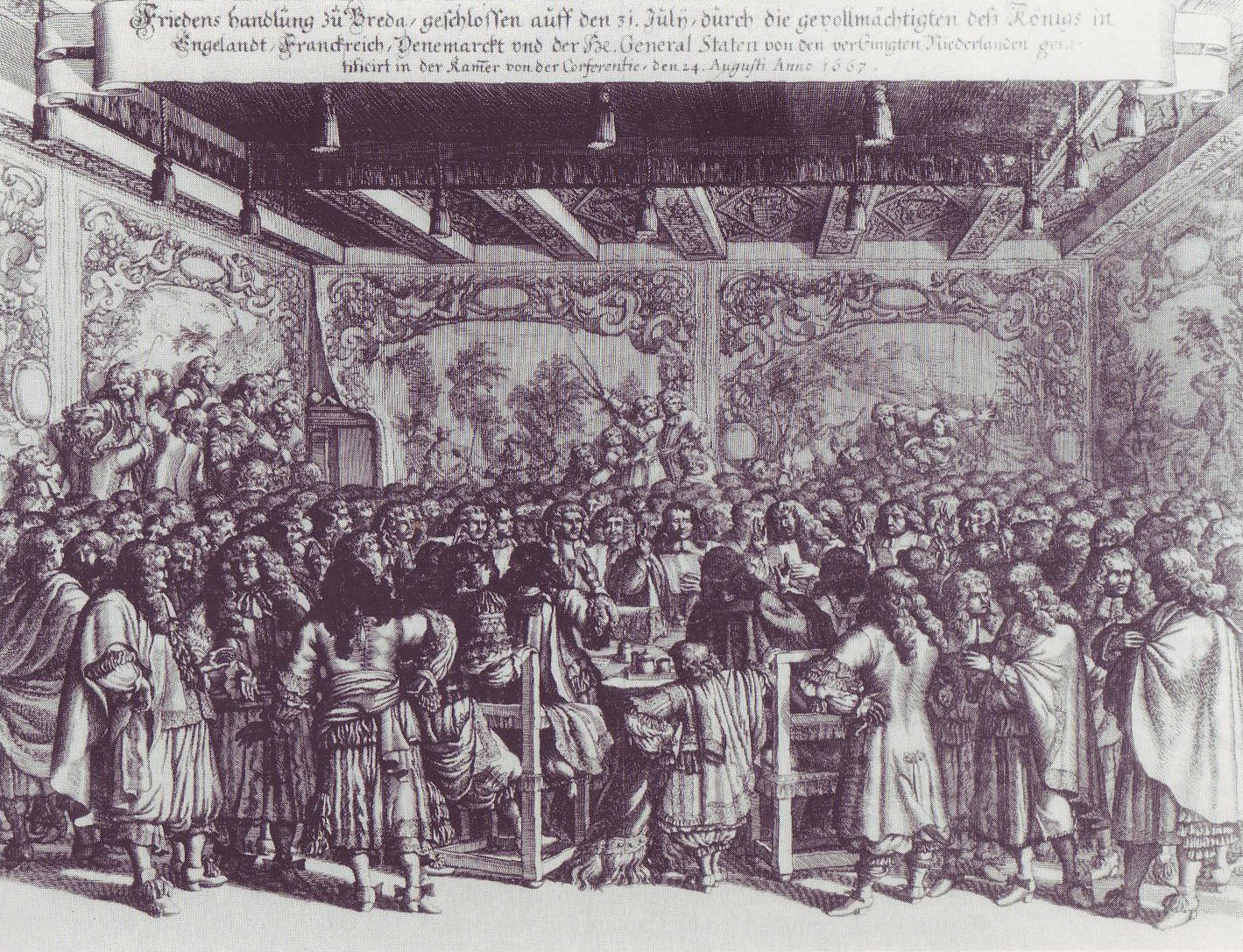
Сучасна гравюра укладення миру в замку Бреда.

У Другій англо-голландській війні Данія брала участь пліч-о-пліч з Голландською імперією проти Англійського королівства з 4 березня 1665 року по 31 липня 1667 року. Війна закінчилася перемогою голландців, і був підписаний Бредський договір. 

### Третя англо-голландська війна
Третя англо-голландська війна — військовий конфлікт між Англією та Голландською Республікою, який тривав з 1672 по 1674 рік. Данія була в союзі з Голландською Республікою. Це було частиною великої франко-голландської війни . Королівський флот Англії приєднався до Франції в її нападі на Республіку, але був розчарований у своїх спробах блокувати узбережжя Нідерландів чотирма стратегічними перемогами лейтенанта-адмірала Міхіла де Рюйтера . Спроба зробити провінцію Голландію основною державою англійського протекторату також зазнала невдачі. Парламент, побоюючись, що союз з Францією є частиною змови з метою зробити Англію римо-католицькою, змусив короля відмовитися від дорогої та безплідної війни.

### Сканійська війна
Сканійська війна (1675–1679) була частиною Північних воєн, що включали союз Данії-Норвегії, Бранденбурга та Шведської імперії. Війна була викликана участю Швеції у франко-голландській війні. Швеція вступила в союз з Францією проти кількох європейських країн. Голландська республіка, піддана нападу Франції, шукала підтримки в Данії-Норвегії. Після деяких коливань король Крістіан V почав вторгнення в Сканію (Сконеланд) у 1675 році, в той час як шведи були зайняті війною проти Бранденбурга. Вторгнення в Сканію було поєднано з одночасним норвезьким фронтом під назвою «Війна Гільденлове», що змусило шведів, які обороняються, вести війну на два фронти на додаток до їхніх захоплень у Священній Римській імперії. Мета Данії полягала у тому, щоб повернути сканійські землі, які були передані Швеції за Роскілльським договором після Північних воєн. Хоча спочатку данський наступ мав великий успіх, шведські контрнаступи під проводом 19-річного шведа Карла XI звели нанівець більшу частину виграшу.
Це була війна без певного переможця; шведський флот програв у морі, данська армія була розбита в Сканії шведами, які в свою чергу зазнали поразки в Північній Німеччині від бранденбуржців. Війна та військові дії закінчилися, коли союзник Данії Голландська Республіка поселився з сильнішим союзником Швеції Францією, а шведський король Карл XI одружився з данською принцесою Ульріке Елеонорою, сестрою Крістіана V. Від імені Франції було укладено мир за договорами Фонтенбло, Лунда та Сен-Жермена, відновивши більшість втрачених територій Швеції.

### 1900-ті роки
У 1900-х роках між обома країнами було підписано багато угод.

#### Друга Світова війна
І Данія, і Нідерланди зазнали вторгнення нацистської Німеччини, Данія 9 квітня 1940 року і Нідерланди 10 травня 1940 року. Після нападу Німеччини на Данію, коли німці використали велику кількість повітряно-десантних військ, голландське командування занепокоїлося можливістю того, що й вони можуть стати жертвою такого стратегічного штурму. Щоб відбити атаку, п’ять батальйонів піхоти були розміщені в головних портах і авіабазах, таких як аеродром в Гаазі Іпенбург і Роттердамський аеродром Ваалхавен . Вони були посилені додатковими зенітними гарматами, двома танкетками та дванадцятьма з 24 бойових бронеавтомобілів. Ці спеціально спрямовані заходи супроводжувалися більш загальними: голландці розмістили не менше 32 госпітальних кораблів по всій країні та п’ятнадцять поїздів, щоб полегшити пересування військ.

## Міжнародні конфлікти
У Данії було близько 700 солдатів, а в Нідерландах — 1400 солдатів в Афганістані . І Данія, і Нідерланди направили війська до Іраку у складі Багатонаціональних сил у 2003 році  Після війни у секторі Газа 18 січня 2009 року міністри закордонних справ Данії та Нідерландів внесли свій внесок у контроль на кордоні між Єгиптом та Газою.

## Торгівля
Починаючи з середньовіччя, торгівля між Данією та Нідерландами великою рогатою худобою вносила великий внесок в економіку Данії та Нідерландів. Пік цієї торгівлі припав на середину 17 ст. У 2000 році до Нідерландів було експортовано понад 65 тис. молочних телят.
Станом на 2014 рік експорт з Данії до Нідерландів становив 3,4 млрд євро, тоді як експорт до Данії з Нідерландів становив 5,5 млрд євро. Нідерланди є третім за величиною імпортним партнером Данії з 8% імпорту та шостим за величиною партнером по експорту з 4,4% (2014).

### Ділові угоди
- 10 данських вітрових турбін Vestas V90-3MW було продано Арубі та Нідерландським Антильським островам у 2008 році [32]
- APM Terminals керує терміналом, який відкрився в 2015 році на Роттердамському Maasvlakte 2 .[33]
- TenneT і Energinet.dk підписали контракт про будівництво 300 км електричного кабелю між Нідерландами та Данією .[34][35]
- Qutech (співпраця TNO і TU Delft) і Qdev підписали меморандум про взаєморозуміння щодо досліджень квантових технологій.[36][37]
- Royal BAM Group брала участь у будівництві Великого Бельтського мосту [38] і відкрила підрозділ у Данії в 2014 році.[39] У 2015 році компанія виграла тендер вартістю 27 мільйонів євро на будівництво дослідницької лабораторії в Технічному університеті Данії .[40]

## Оборона
Обидві країни є членами НАТО. У серпні 2010 року Королівська голландська армія направила HNLMS Zierikzee на навчання військово-морської оперативної групи НАТО в Данії.

## Посольства
Посольство Данії розташоване в Гаазі, Нідерланди . Посольство Нідерландів розташоване в Копенгагені, Данія .

## Дипломатія
| Королівство Данія - Гаага (Посольство) | Королівство Нідерланди - Копенгаген (Посольство) |

## Дивіться також
- Міжнародні відносини Данії
- Міжнародні відносини Нідерландів
- Капітуляція в Нідерландах і Данії
- Трубопровідна система NOGAT
- Данці
- Нідерландська діаспора

## Зовнішні посилання
- Вебсайт голландської влади про відносини Данії та Нідерландів
- Посольство Данії в Нідерландах [Архівовано 17 травня 2021 у Wayback Machine.]
- Посольство Нідерландів в Данії

Шаблон:Foreign relations of the Netherlands